# James Graham, 1. Marquess of Montrose

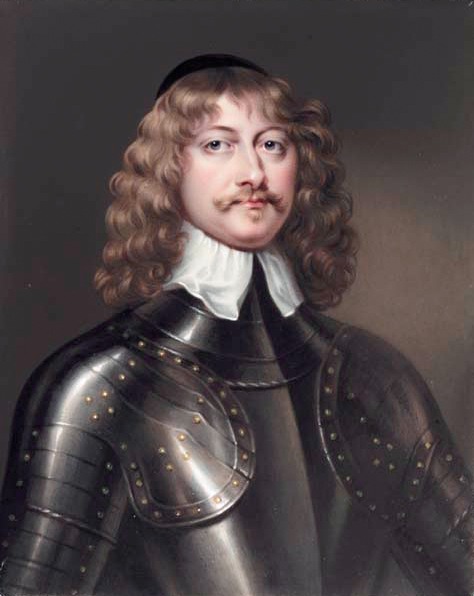
James Graham, 1. Marquess of Montrose

James Graham, 1. Marquess of Montrose (* 1612 (vermutlich) in Montrose; † 21. Mai 1650 in Edinburgh) war ein schottischer Adeliger, der in den Kriegen der drei Königreiche von 1644 bis 1650 in Schottland für die königliche Seite kämpfte und hingerichtet wurde.

## Herkunft und frühe Jahre
Grahams Eltern stammten beide aus alten schottischen Adelsgeschlechtern. Sein Vater John Graham, 4. Earl of Montrose, der Kanzler des Königreiches Schottland gewesen war, verstarb 1626. Nach dessen Tod führte Graham den Titel Earl of Montrose und war das Oberhaupt des Clans Graham. Im Alter von 17 Jahren heiratete er Magdalene Carnegie, die Tochter von David Carnegie, Lord Carnegie, der später zum Earl of Southesk erhoben wurde.
Nach Schulausbildung in Glasgow, dem Besuch der Universität St Andrews und anschließender Reise auf dem Kontinent, wo er insbesondere Taktik studierte, kehrte er nach Großbritannien zurück, um Karl I. von England seine Dienste anzubieten. Von dem Herzog von Hamilton, Karls Berater in schottischen Angelegenheiten, wurde er jedoch schroff zurückgewiesen. Nach Schottland zurückgekehrt, schloss er sich als überzeugter Presbyterianer der entstehenden Partei der Covenanters an und diente als General im Ersten Bischofskrieg.
Als die schottische Bewegung immer mehr unter den Einfluss von Archibald Campbell, 8. Earl of Argyll, geriet, der seine persönliche Machtposition ausbauen wollte, geriet Montrose in die Opposition und wurde verhaftet. Durch Intervention des Königs kam er nach sechs Monaten frei.

## General des Königs
In der Folgezeit näherte sich Montrose dem König an. Er zog sich zunächst für einige Zeit aus dem öffentlichen Leben zurück.
Als die Schotten im Englischen Bürgerkrieg Partei gegen den König nahmen und 1643 nach England einfielen, sah dieser die Möglichkeit, den Kampf nach Schottland zu tragen. Graham wurde zum Marquess of Montrose erhoben und zum General der königlichen Streitkräfte in Schottland ernannt. Auf sich allein gestellt, schlug er sich durch die Armee der Covenanter nach Schottland durch. Dort war inzwischen eine Expeditionsarmee aus Irland unter Alasdair MacColla (Alexander MacDonald) gelandet, die überwiegend aus irischen Katholiken und nach Irland emigrierten MacDonalds bestand. Montrose setzte sich an ihre Spitze und sammelte weitere Anhänger um sich. Im August 1644 hisste er die königliche Standarte in Blair Atholl.
Im folgenden Jahr besiegte er die Covenanter bei Tippermore, nahe Perth, Aberdeen, Inverlochy (Fort William), Auldearn, Alford und Kilsyth (nördlich Glasgow). Damit umfasste sein Einflussbereich nahezu ganz Schottland. Es gelang Montrose aber nicht, seine Eroberungen zu sichern. Zwar flüchteten die führenden Covenanter nach der Schlacht von Kilsyth nach England und Irland, doch nur wenige ihrer Anhänger schlossen sich ihm an. Dazu schmolz seine Armee dahin. Die Highlander begaben sich nach Hause, um ihre Beute in Sicherheit zu bringen und die Ernte einzubringen, Alasdair MacColla hielt den Kampf gegen die Campbells für vordringlich und zog nach Argyll, und die Gordons, das Rückgrat seiner Kavallerie, wurden von ihrem Oberhaupt, dem Marquess of Huntly, aus persönlichen Gründen heimgerufen.
Mit einer Restarmee, mit der kampferprobten Irischen Brigade unter Manus O’Cahan als Kern, zog Montrose auf die englische Grenze zu, um  den Druck auf die schottischen Truppen in England zu verstärken, und um Rekruten aus den Borders anzuwerben. Am 13. September 1645 wurde er von einer Armee des Covenant unter David Leslie bei Philiphaugh (nahe Selkirk) geschlagen. Montrose versuchte, den Feldzug fortzusetzen, musste jedoch auf Befehl des Königs seine Waffen niederlegen und verließ am 3. September 1646 Schottland.

## Exil
Um der Sache Karls I. zu dienen bereiste er Fürstenhöfe in ganz Europa. Kaiser Ferdinand III. ernannte ihn zum Marschall des Heiligen Römischen Reiches und erteilte die Genehmigung, Truppen zu werben.
Nach der Hinrichtung Karls I. bot er Karl II. seine Dienste an und landete mit einer kleinen Schar im Frühjahr 1650 auf den Orkney-Inseln, von wo er nach Caithness übersetzte. Da jedoch Karl II. Verhandlungen mit den Covenantern begonnen hatte, waren nur wenige bereit, sich einem so riskanten Unternehmen anzuschließen. Sein kleiner Heerhaufen, der vornehmlich aus deutschen und dänischen Söldnern und einigen hundert ungedienten Orcadiern bestand, wurde am 27. April von Strachan bei Carbisdale überrascht und aufgerieben. Montrose gelang die Flucht.
Nachdem er einige Tage in Verkleidung durch das Hochland geirrt war, wurde er von Neill MacLeod of Assynt in Ardvreck Castle festgesetzt und an die Regierungstruppen ausgeliefert. Ein Todesurteil war bereits seit längerem gefällt worden; dieses wurde am 21. Mai 1650 in Edinburgh vollstreckt. Montrose wurde gehenkt, Kopf und Gliedmaßen abgetrennt und in den fünf bedeutendsten Städten des Landes zur Schau gestellt. Nach der Restauration Karls II. erhielt er als dessen treuester Anhänger ein Staatsbegräbnis.
Neben seinen militärischen Verdiensten, die ihm die Beinamen „the Great Montrose“ und „the Great Marquess“ einbrachten, war James Graham ein bekannter Dichter. Seine berühmteste Zeile „He either fears his fate too much, Or his deserts are small, that puts it not unto the touch, To win or lose it all“ wurde zum Beispiel von Feldmarschall Montgomery am Vorabend des D-Day zitiert.